# ジョナゴールド
‘ジョナゴールド’（英: ‘Jonagold’）は、アメリカ合衆国ニューヨーク州農業試験場で育成されたリンゴ（セイヨウリンゴ）の栽培品種である。1943年に‘ゴールデンデリシャス’と‘ショナサン’（和名は‘紅玉’）の交配が行われ、そこから選抜されて1968年に正式に報告された。三倍体で果実はやや大きく、赤くなり、脂肪酸を分泌してベタつくこと（油あがり）がある。果肉はやや硬く、甘みがあるが酸味も強く、生食だけではなく調理用にも使われる。日本では、‘ふじ’、‘つがる’、‘王林’に次いで4番目に生産量が多いリンゴの品種である（2023年時点）。

## 特徴
自家不和合性に関わるS遺伝子型はS2S3S9である。豊産性であり、早期落果・後期落果は少ない。三倍体であり、花粉の稔性は低い。中生品種であり、日本における収穫期は10月から11月。黒星病や赤星病、火傷病に弱い。

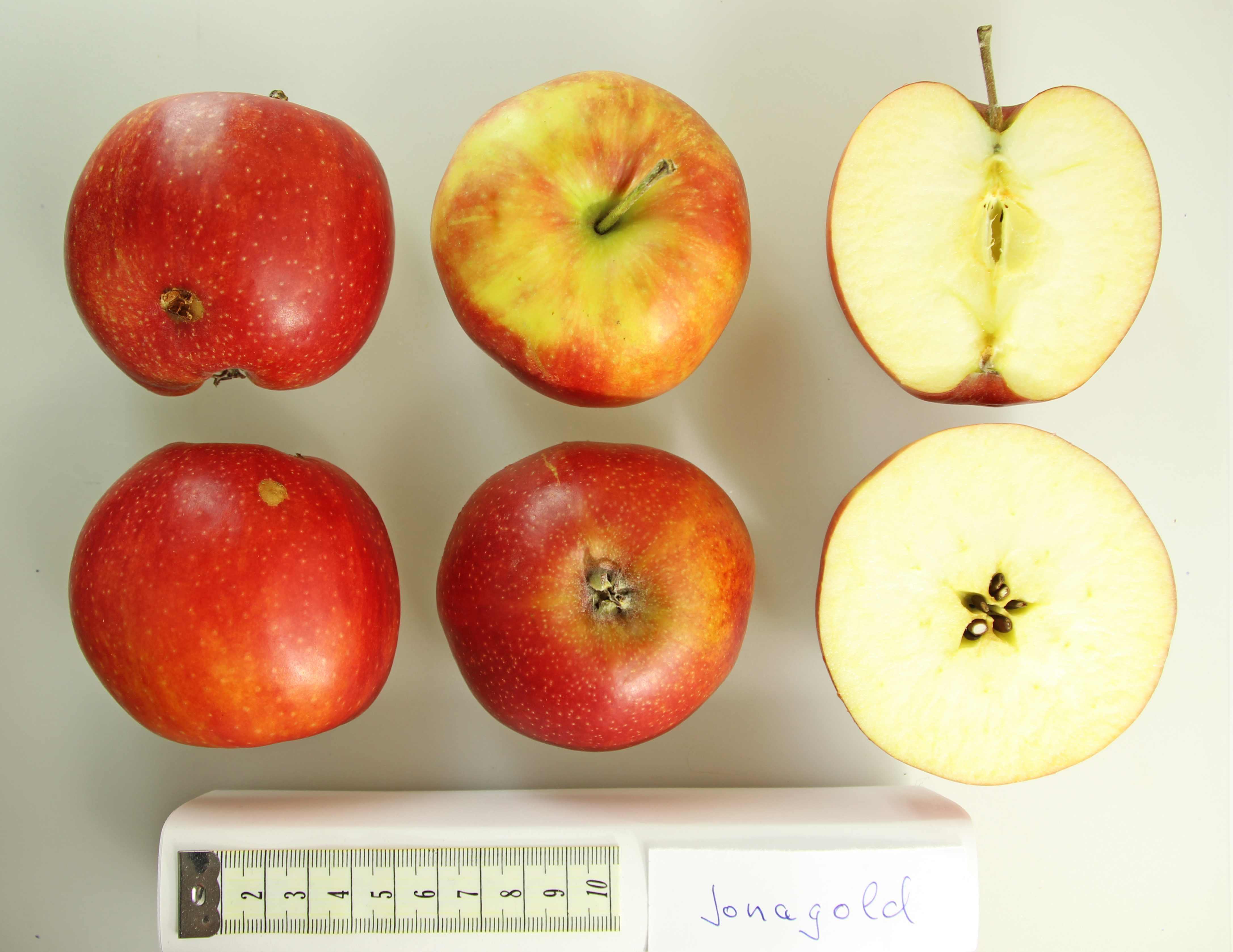
2. 果実とその断面

果実はやや大型で重さ300–400グラム、円形から長円錐形。果皮は橙紅色、縞状に色づく。果皮からリノール酸やオレイン酸などの不飽和脂肪酸を分泌し、果実の表面が光ってベタつくことがある（「油あがり」とよばれる）。芳香があり、果肉は緻密、甘みが比較的強いが（糖度14–15%）酸味も強く（酸度0.5%前後）、甘酸適和で食味がよく、生食以外にもジュースなど加工用に適している。比較的貯蔵性がよく、無袋栽培のものは常温で1ヶ月程度、普通冷蔵で2–3ヶ月、有袋栽培のものはCA貯蔵で約5ヶ月貯蔵できる。

## 生産
‘ジョナゴールド’は、日本においては代表的なリンゴの中生品種である。2023年度、日本における‘ジョナゴールド’の生産量は37,000トンであり、リンゴ総生産（603,800トン）の約6パーセント、‘ふじ’、‘つがる’、‘王林’に次いで日本で4番目に生産量が多い品種である。道県別では青森県（31,300トン）と岩手県（4,440トン）でほとんどを占めており、他に福島県（483トン）、北海道（288トン）などで生産されている。
2015年の世界（中国を除く）のリンゴ生産量において、‘ジョナゴールド’は7位で2.76％を占めていた。2022–2023年のヨーロッパにおける‘ジョナゴールド’生産量は21,101,363ブッシェルであり、全生産量の3.3%、品種別では7位であった。また同時に、‘ジョナゴールド’の枝変わり品種（下記参照）である‘レッドジョナプリンス’が5位、‘ジョナゴレッド’が14位であった。

## 歴史
1943年、アメリカ合衆国ニューヨーク州農業試験場において、ゴールデンデリシャス (‘Golden Delicious’) を種子親、紅玉 (‘Jonathan’) を花粉親とした交配が行われた。その実生から1953年に選抜され、1968年に‘Jonagold’として正式に発表された。品種名の‘ジョナゴールド’ (‘Jonagold’) は、両親の品種名に由来する。
日本では、1970年（昭和45年）に秋田県果樹試験場に初めて導入された。

## 派生品種
リンゴは接ぎ木によって増やすため、同じ品種は遺伝的に同一なクローンであるが、まれに突然変異が起こって枝など木の一部が他と異なる性質を示すことがあり、「枝変わり」とよばれ、これに由来する品種が作出されることがある。‘ジョナゴールド’の枝変わりに由来する品種として、収穫時期がやや早い‘アーリージョナ’や‘ニュージョナゴールド’ (‘New Jonagold’; 下図3a)、‘Jorayca’、果実の油あがりがない‘モリタジョナ’、着色がよい‘Crowngold’ (下図3b)、‘Decosta’、‘Jomured’、‘ジョナゴレッド (Jonagored)’ (下図3c)、‘Jonica’、‘Jored’、‘King Jonagold’、‘モーレンズ (Morren's/Morren's Jonagored)’、‘レッドジョナプリンス (Red Jonaprince)’ (下図3d)、‘Rubinstar’などがある。